# رؤية الفيلة الوردية

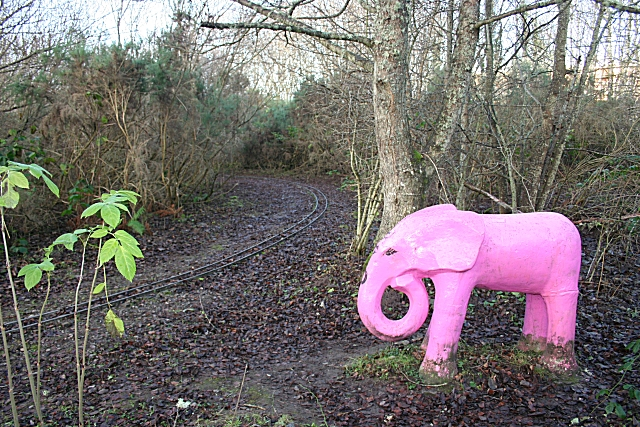

رؤية الفيلة الوردية هو تعبير كناية عن الهلوسة في حالة السكر بسبب الهلوسة الكحولية أو الهذيان. يعود المصطلح إلى ما لا يقل عن أوائل القرن العشرين، وهو ناشئ عن التعابير السابقة حول الثعابين والمخلوقات الأخرى.
ويقال أن شخصية كحولية في رواية جاك لندن عام 1913 وهو جون بارليكورن لهوس «الفئران الزرقاء والفيلة الوردية»

## تاريخ الكناية
لعقود عديدة قبل أن أصبح «الفيل الوردي» الهلوسة في حالة السكر القياسية، كان من المعروف للناس «رؤية الثعابين» أو «رؤية الثعابين في أحذيتهم».ابتداء من عام 1889، وطوال عام1890، قام الكتاب
بإجراء تعديلات مفصلة بشكل متزايد على لغة «الثعابين» القياسية. قاموا بتغيير الحيوان إلى الفئران، القرود، الزرافات، فرس النهر أو الفيلة أو تركيبات منها. وأضاف اللون - الأزرق والأحمر والأخضر والوردي- والعديد من التركيبات منها.
في عام 1896، على سبيل المثال، في ما قد يكون أول مثال مسجل لفيل وردي، أن رجل مخمور رأى «فيل وردي وأخضر وفرس النهر ذو الريش». في عام 1897، لاحظ إشعار فكاهي عن مسرحية بعنوان «القرد الأزرق»، أنه لقد رأينا ذلك.أيضا الفيل الوردي ذو الجذع البرتقالي والزرافة الصفراء مع الزركشة الخضراء وأيضا أشياء أخرى.
أصبحت «الفيلة الوردية» الحيوان المهيمن لاختيار الهلوسة في حالة السكر بحلول عام 1905، على الرغم من من أن الحيوانات الأخرى والألوان الأخرى لا تزال يتم استدعاؤها بانتظام. «رؤية الثعابين» أو «رؤية الثعابين في الأحذية» كان قيد الاستخدام المنتظم في عام 1920.
الفيلة الوردية موجودة في الطبيعة. على الرغم أنها نادرة للغاية، يمكن أن تظهر الفيلة لتكون وردية وكذلك بيضاء.